# Powiat Saru
Powiat Saru (jap. 沙流郡 Saru-gun) – powiat w Japonii, w prefekturze Hokkaido, w podprefekturze Hidaka. W 2024 roku liczył 15 292 mieszkańców.

## Miejscowości
- Biratori
- Hidaka